# Franjo Fugger
Franjo Fugger (Zagreb, 3. siječnja 1846. – Zemun, 8. srpnja 1914.) je zaslužni hrvatski veterinar, voćar, povrtlar, vinogradar, uzgajač industrijskog bilja, prosvjetni i kulturni radnik.
Obnašao je visoke veterinarske dužnosti u Karlovcu, Sisku i Zemunu. Dok je djelovao kao županijski veterinar u Karlovcu, suzbio je goveđu kugu. Dok je djelovao u Sisku kao podžupanijski veterinar, bio je tajnik sisačke podružnice Hrvatsko-slavonskog gospodarskog društva. U Zemunu je bio kotarski i gradski veterinar, a također je obnašao dužnost tajnika podružnice Hrvatsko-slavonskog gospodarskog društva.
U Sisku i Zemunu unapređivao je voćarstvo, povrtlarstvo i vinogradarstvo. Zaslužan je za uvođenje uzgoja hmelja.
Zadnje je godine života proveo u Zemunu. Ondje se okrenu prosvjećivanju mjesnog pučanstva. U tom je pravcu utemeljio čitaonice i pučke knjižnice.